# بروکلین سودانو
بروکلین سودانو (انگلیسی: Brooklyn Sudano؛ ۵ ژانویهٔ ۱۹۸۱ – ) یک هنرپیشه، هنرمند رقص و خواننده اهل ایالات متحده آمریکا بود. وی از سال ۲۰۰۳ میلادی تاکنون مشغول فعالیت بوده‌است.

## گزیدهٔ آثار

### سینما
- تنها در تاریکی ۲ (۲۰۰۸)
- باران (۲۰۰۶)

### تلویزیون
- مزخرفاتی که پدرم می‌گوید (۲۰۱۰)
- یگان (۲۰۰۹)
- ۹۰۲۱۰ (۲۰۰۸)
- سی‌اس‌آی: نیویورک (۲۰۰۷)